# 卡尔达什-迪圣若热
卡尔达什-迪圣若热是葡萄牙阿威罗区的一个堂区。总面积4.7平方公里，总人口2728人，人口密度580.4人/平方公里。